# Flugplatz Paderborn-Mönkeloh

i7
i11
i13
Der Flugplatz Paderborn-Mönkeloh war der erste Flugplatz der ostwestfälischen Stadt Paderborn im heutigen Nordrhein-Westfalen. Der Flugplatz wurde in beiden Weltkriegen als Militärflugplatz und in der Zeit vor dem Zweiten Weltkrieg auch kurzzeitig zivil genutzt. Er entstand 1916 östlich der Borchener Straße nach Kirchborchen südlich der heutigen B 64.

## Geschichte
Zur Geschichte deutscher Luftstreitkräfte von den Anfängen bis zum Abzug der Luftwaffe Ende März 1945 siehe die unten verlinkten Artikel.
Nach ihrer Ankunft in den ersten Apriltagen 1945 nutzten die United States Army Air Forces (USAAF) ab dem 7. April 1945 den Flugplatz bei Mönkeloh unter seiner alliierten Codebezeichnung Advanced Landing Ground ALG Y-97 Paderborn. Er wurde dann noch bis zum 2. Juni 1945 als provisorische Nachschubbasis (Supply & Evacuation Field) verwendet. Mit der Einstellung des Flugbetriebs durch die USAAF endete die militärische Nutzung Paderborn-Mönkelohs.